# (38214) 1999 NA8
1999 NA8 (asteroide 38214) é um asteroide da cintura principal. Possui uma excentricidade de 0.18630160 e uma inclinação de 1.19704º.
Este asteroide foi descoberto no dia 13 de julho de 1999 por LINEAR em Socorro.